# A Brasileira de Prazins
A Brasileira de Prazins é o título de um romance de Camilo Castelo Branco concluído em 1882 e iniciado três anos antes.
É considerado o último grande romance do autor, já profundamente influenciado pelo realismo, mas sem o intuito satírico que existe em Eusébio Macário. Teve uma única edição vida do autor, publicado por Ernesto Chardron.

## Resumo da obra
O livro começa com o autor a descrever num prólogo como lhe veio parar às mãos uma carta desesperada escrita por uma jovem, a Marta de Prazins, a José Dias, o homem que ama e que está a morrer. O autor recorre então a um conhecido que lhe relata a história.
O romance em si conta duas histórias. Após introduzir as personagens que vão ser centrais na segunda parte do livro, este passa a centrar-se na história de um falso D. Miguel que se esconde na casa de um padre minhoto, em Calvos. Deste modo Camilo procura dar ao leitor um retrato das condições sociais, políticas e económicas do Minho no período pós-Lutas Liberais.
A segunda parte do livro conta a história de Marta e do seu amor por José Dias, e como ela acaba conhecida como a brasileira de Prazins.

## Personagens

### 2.ª Parte (capítulos I a III e XIII a XX)
- Marta de Prazins - rapariga de Prazins
- José Dias- paixão de Marta. Filho de um lavrador rico, é um estudante que abandonara os estudos no seminário devido à sua fragilidade física
- Mãe de José - não consente o casamento entre Marta e José
- Simeão - pequeno lavrador ganancioso, pai de Marta
- Zeferino - pedreiro muito trabalhador pretendente de Marta
- Tio Feliciano - tio de Marta, magro, maduro e avarento, voltou rico do Brasil
- Falso D. Miguel - representado por Veríssimo Borges

## Adaptações
Juntamente com O Retrato de Ricardina foi a base para a série televisiva portuguesa Ricardina e Marta produzida pela RTP.